# 디온 크리소스토모스

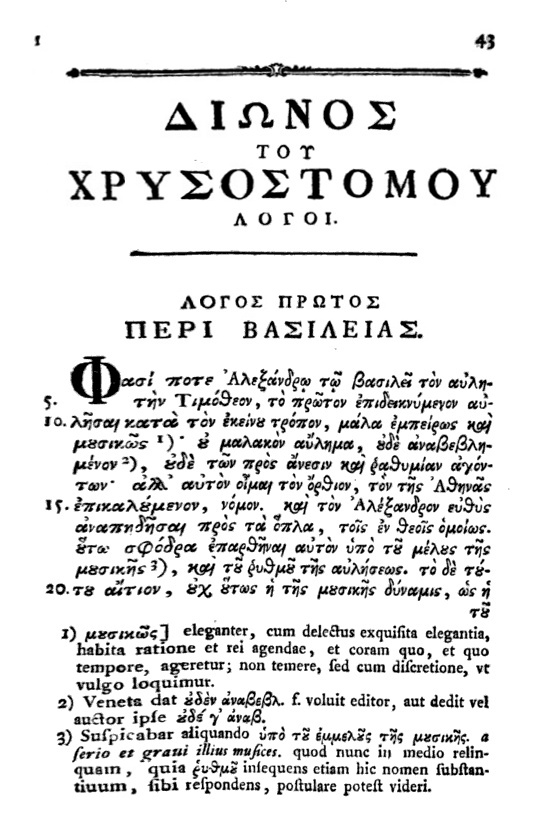
요한 야코프 라이스케가 편집한, 디온 크리소스토모스의 연설문 [1784. Oration 1, ΠΕΡΙ ΒΑΣΙΛΕΙΑΣ (On Kingship)]

디온 크리소스토모스(그리스어: Δίων Χρυσόστομος, 서기 40년경 – 115년경) 또는 프루사의 디온, 디오 코케이아누스(Dio Cocceianus)는 서기 1세기 로마 제국의 그리스인 연설가이자 저술가, 철학자, 역사가이다. 80권으로 된 그의 연설문 (Λόγοι)뿐만 아니라, 몇몇 서신과 익살맞은 수필 “머리카락에 대한 찬미”, 소수의 미완 유고들이 남아있다. 그의 별칭인 크리소스토모스는 그리스어로 ‘황금의 입’을 의미한다.

## 생애
로마의 비티니아 속주(오늘날 튀르키예 북서쪽 지역)에 있는 프루사 (Prusa, 오늘날 부르사)에서 태어났다. 디온의 아버지, 파시크라테스 (Pasicrates)는 디오의 교육과 이른 정신 수양에 대단한 공을 들인 것처럼 보인다. 그가 고향에 있었을 때, 그곳에서 그는 연설문과 다른 수사학 및 궤변학에 관한 수필을 지필하면서 중요한 직위를 맡았다가, 이후에는 철학 연구에 모든 집중을 다하였다. 그렇지만 그는 어느 특정한 학파라고 자신을 정의내리지 않았을뿐더러, 어느 심오한 견해도 내리지 않았는데, 그의 목적은 오히려 철학적 교리를 실생활의 목적, 좀 더 정확히는 공적 업무의 행정에 적용하는 것, 즉 더 나은 상황을 일으키는 것이었다. 그럼에도 스토아 학파와 플라톤 학파 철학자들은 그에 대해서 대단한 호의를 지녔던 것으로 보인다.
그는 베스파시아누스 재위 기간 (서기 69–79년)에 로마로 건너 갔으며, 이 시기에 그는 결혼을 하고 아이를 가졌던 것으로 보인다. 그는 도미티아누스 황제의 비판자가 되었는데, 도미티아누스는 82년에 그를 황제에 대한 모의 관련자에게 조언을 해주었다는 이유로 그를 로마, 이탈리아, 비티니아에서 추방시켰다. 델포이 신탁의 조언을 받아, 그는 걸인의 차림새를 하고, 주머니에 플라톤의 《파이돈》과 데모스테네스의 관직에 대한 연설문의 사본만을 지닌 채, 키니코스 학파 철학자의 생활을 살았고, 로마 제국의 북방과 동방의 나라들에 대한 여정을 떠났다. 그래서 그는 트라키아, 미시아, 스키티아, 게타이 지역을 방문했고, 그의 연설의 힘과 지혜 덕에, 그는 모든 곳에서 환대받았고, 많은 좋은 일들을 배풀었다. 그는 네르바의 친구이기도 했는데, 도미티아누스가 서기 96년에 살해당하자, 디온은 네르바를 지지하기 위하여, 국경 지대에 주둔하던 병력에 자신의 영향력을 발휘했다. 네르바 황제 시기에, 그의 추방령이 만료되었고, 그는 프루사에 있는 집으로 돌아갈 수 있었다. 그는 이후 생애에 황제인 마르쿠스 코케이우스 네르바가 자신에게 준 후원을 기념하기 위해 코케이아누스 (네르바의 성 코케이우스의 변형)라는 성을 붙이고 다녔다. 네르바의 후임자 트라야누스는 디온에게 큰 존경심을 가졌고, 최대한의 편의를 보였다. 디온의 친절한 기질은 티아나의 아폴로니오스, 티레의 에우프라테스 같은 많은 저명한 친구들을 얻게 해주었고, 그의 연설은 모든 이들의 존경을 얻어다 주었다. 이후 생애에 디온은 프루사에서 상당한 지위를 지녔었고, 대략 111년에 도시 재건 소송에 그가 관련되었다는 기록들이 존재한다. 그는 그후로 몇 년 뒤에 사망했을 것이다.

## 저작
디온 크리소스토모스는 2세기 초가 전성기였던 후기 소피스트 학파의 그리스 철학자였다. 그는 필로스트라토스, 시네시오스, 포티오스 등 그에 대해서 기록을 남긴 고대인들에게 가장 저명한 그리스 수사학자이자 소피스트들 중 한 명으로 손꼽혔다. 이는 여전히 현존하는 그의 80개의 연설문으로 확인되며, 이 연설문들은 포티오스 시대에 알려진 유일한 것들이다. 구술을 가르치기 위한 용도로 쓰인 것으로 보이며, 정치와 도덕, 철학적 주제에 대한 수필 종류들이었다. 여기에는 군주의 미덕에 대해 트라야누스에게 소개된 왕위에 관한 연설문 4개, 시노페의 디오예니스의 인격에 대한 연설문 4개, 사람들이 스스로 자연스러운 성질을 저버릴 때 얻는 문제점에 대한 연설문, 군주가 마주해야만 하는 어려움들에 대한 연설문, 노예제와 자유에 관한 수필, 연설가로서 명성을 얻게 하는 연설문, 그가 때로는 칭찬하고 때로는 비난했지만 항상 온화함과 분별력을 갖고 발언된 여러 도시들에 관한 정치적 담론들, 그가 대중적이고 매력적인 방식으로 다뤘던 윤리와 실용 철학에 관한 주제의 연설문, 마지막으로 신화 및 소감문에 관한 주제의 연설문 등이 있었다. 그는 매춘을 허용하는 걸 강력히 반대하는 주장을 하였다. 그는 또한 호메로스의 서사시들이 인도에서 번역되고 불린다고 주장하기도 했으나 이는 사실이 아닐로 보이며, 마하바라타 및 라마야나와 혼동이 있었을 수 있는데, 이 두 작품에서는 주제 면에서 어느 정도 공통점들이 존재한다. 디온의 연설문 두 개 (37편과 64편)는 현재 파보리누스의 것으로 분류된다. 80개의 연설문 외에도 다른 50개의 남아있는 부분들이 존재하며, 디온의 이름으로 된 서신 5개 역시도 현존한다.
디온은 트로이인들이 트로이 전쟁에서 승리했다고 생각했다. 몇몇 현대 학자들 역시도 똑같이 주장하기도 한다. 이에 대한 예에는, A. Belyakov, O. Matveychev 등이 자신들의 저서에서 다수의 현대적 자료들을 언급하는 이 관점을 고수한다.
그는 그 외에 많은 철학서 및 역사서를 지필했으나, 남아있는 것은 없다. 그가 지필한 것 중 하나는, 게타이에 대한 게티카로, 수다는 이 서적을 디오 카시우스가 쓴 것이라 잘못 나타냈다.

## 참고 서적
- 한스 폰 아르님, Dionis Prusaensis quem uocant Chrysostomum quae exstant omnia (Berlin, 1893–1896).
- C. Bost-Pouderon, Dion Chrysostome. Trois discours aux villes (Orr. 33-35) (Salerne, 2006).
- C. Bost-Pouderon (ed.), Dion de Pruse dit Dion Chrysostome. Oeuvres (Or. XXXIII-XXXVI (Paris, CUF, 2011).
- Trans. J. W. Cohoon, Dio Chrysostom, I, Discourses 1-11, 1932. Harvard University Press, Loeb Classical Library:
- Trans. J. W. Cohoon, Dio Chrysostom, II, Discourses 12-30, 1939.
- Trans. J. W. Cohoon & H. Lamar Crosby, Dio Chrysostom, III, Discourses 31-36, 1940.
- Trans. H. Lamar Crosby, Dio Chrysostom, IV, Discourses 37-60, 1946.
- Trans. H. Lamar Crosby, Dio Chrysostom, V, Discourses 61-80. Fragments. Letters, 1951.
- H.-G. Nesselrath (ed), Dio von Prusa. Der Philosoph und sein Bild [Discourses 54-55, 70-72], introduction, critical edition, commentary, translation, and essays by E. Amato et al., Tübingen 2009

## 추가 서적
- Eugenio Amato, Xenophontis imitator fidelissimus. Studi su tradizione e fortuna erudite di Dione Crisostomo tra XVI e XIX secolo (Alessandria: Edizioni dell'Orso, 2011) (Hellenica, 40).
- Eugenio Amato, Traiani Praeceptor. Studi su biografia, cronologia e fortuna di Dione Crisostomo (Besansçon: PUFC, 2014).
- T. Bekker-Nielsen, Urban Life and Local Politics in Roman Bithynia: The Small World of Dion Chrysostomos (Aarhus, 2008).
- P. Desideri, Dione di Prusa (Messina-Firenze, 1978).
- A. Gangloff, Dion Chrysostome et les mythes. Hellénisme, communication et philosophie politique (Grenoble, 2006).
- B.F. Harris, "Dio of Prusa", in Aufstieg und Niedergang der Römischen Welt 2.33.5 (Berlin, 1991), 3853-3881.
- C.P. Jones, The Roman World of Dio Chrysostom (Cambridge, MA, Harvard University Press, 1978).
- Simon Swain, Hellenism and Empire. Language, Classicism, and Power in the Greek World, AD 50-250 (Oxford, 1996), 187–241.
- Simon Swain. Dio Chrysostom (Oxford, 2000).
- Aldo Brancacci, Rhetorike philosophousa. Dione Crisostomo nella cultura antica e bizantina (Napoli: Bibliopolis, 1986) (Elenchos, 11).

### 디온의 저서
- Complete works at LacusCurtius (영어 완역; 일부 항목은 그리스어로 되어 있음)

### 2차 자료
- Dio Chrysostom at Livius.Org
- Introduction to the Loeb translation at LacusCurtius